# Hermann Jahnke
Hermann Friedrich Jahnke (* 20. April 1845 in Wintersfelde, Kreis Greifenhagen; † 12. Dezember 1908 in Pötzscha) war ein deutscher Lehrer und Autor.

## Leben
Hermann Jahnke wurde auf dem Landgut seiner Eltern geboren, die später mit ihm nach Selchow bei Czarnikau umzogen. Hier besuchte er die Schule und die Präparandenanstalt, bevor er 1864 auf das Lehrerseminar in Bromberg ging. 1867 übernahm er zuerst eine Landlehrerstelle, wurde dann Lehrer in Schönlanke, bis er 1870 nach Berlin versetzt wurde.
Von 1883 bis 1885 führte Jahnke mit Wilhelm Bade (1855–1900) die Redaktion der Zeitschrift De Eekbom. 1879 wurde er Mitglied des Vereins „Schurr-Murr“ und half 1881 bei der Gründung des Vereins „Quickborn“ in Berlin. 1891 gründete er in Berlin den „Deutschen Lehrerschriftstellerbund“.
Seinen Lebensabend verbrachte Jahnke ab 1907 in der Sächsischen Schweiz am Ufer der Elbe in Pötzscha, wo er auch gestorben ist. Der Allgemeine Plattdeutsche Verband stiftete ihm 1911 auf dem Friedhof in der Stadt Wehlen ein Grabdenkmal.

## Werke (Auswahl)
- Nahwer Bismarck. 1875
- Dörchläuchting. 1876
- Als ich die „Brosamen“ gelesen hatte[1], 1885
- Fürst Bismarck. Sein Leben und Wirken. Berlin 1890
- Kein Hüsing. 1891
- Eiserne Zeiten: 1806–1815. Berlin 1900
- De Swestern. 1900
- Im Weltwinkel – Leben und Streben eines ostmärkischen Bauernjungen. Verlag von Abel & Müller, Leipzig 1901
- Kaiser Wilhelm II. Ein Bild seines Lebens und seiner Zeit. Berlin 1904